# Dragan Travica
Dragan Travica (Zagreb, Croacia; 28 de agosto de 1986) es un jugador profesional de voleibol serbio nacionalizado italiano, armador en la  selección italiana y en el Olympiakos Pireo.

## Trayectoria
Nacido en Croacia, hijo del ex voleibolista y entrenador Ljubomir Travica, mueve a Italia siendo aún un niño y empieza a jugar en las juveniles del Sisley Treviso. En 2002 pasa al primer equipo de Pallavolo Falconara en B1 y tan sólo un año más tarde es fichado por el Pallavolo Modena. En 2005 baja en Segunda División en el Pallavolo Crema y luego en el Sparkling Volley Milano donde gana la Copa Italia de A2 y consigue el ascenso en Serie A1. 
Regresa a Modena por dos temporadas, luego mueve a Montichiari y en el verano 2011 ficha por el Lube Macerata: en dos temporadas en el equipo de las Marcas consigue ganar el  Campeonato y la Supercopa de Italia de 2012 derrotando en ambas ocasiones el Trentino Volley.
En la temporada 2013/2014 se marcha al Belogori'e Bélgorod ruso y logra ganar Copa y Supercopa en Rusia mientras que en ámbito internacional se lleva la  Champions League y el  Campeonato Mundial de Clubes de 2014.
En verano 2015 ficha por los turcos del Halkbank Ankara.
Miembro de la  selección italiana desde 2007, en 2011 se convierte en el armador titular en lugar de Valerio Vermiglio; con los ‘’azzurri’’ consigue ganar las medallas de plata en los  Campeonatos Europeos de 2011 y de 2013 y las de bronce en los  Juegos Olímpicos de Londres 2012 y en las Ligas Mundial de 2013 y de 2014.

## Palmarés

### Clubes
- Segunda División de Italia A2 (1) : 2006/2007
- Copa Italia de A2 (1) : 2006/2007
- Campeonato de Italia (1) : 2011/2012
- Supercopa de Italia (2) : 2012, 2020
- Copa de Rusia (1) : 2013/2014
- Supercopa de Rusia (1) : 2013
- Champions League (1): 2013/2014
- Campeonato Mundial de Clubes (1) : 2014
- Supercopa de Turquía (1) : 2015
- Campeonato de Turquía (1): 2015/2016
- Copa de Italia (1): 2022
- Challenge Cup (1): 2023
- Campeonato de Grecia (2): 2022/2023, 2023/2024
- Copa de Grecia (2): 2024, 2025
- Supercopa de Grecia (1): 2024
- Copa de la Liga de Grecia (1): 2024/2025